# Portrait de Mademoiselle Lieser
Portrait de Mademoiselle Lieser, en allemand : Bildnis Fräulein Lieser, est un tableau du peintre symboliste autrichien Gustav Klimt. Réalisé en 1917, l'œuvre est restée sans signature dans son atelier à sa mort en 1918. Elle est présumée perdue ou brisée par les experts jusqu'à ce qu'elle soit découverte en 2024.
En avril 2024, elle est vendue par la maison de vente aux enchères Im Kinsky (en) à Vienne pour 30 millions d'euros.

## Description
La peinture de trois-quarts représente une jeune femme dans une pose frontale sur un fond rouge. Un manteau drapé autour de ses épaules est décoré de fleurs. La palette de couleurs est typique des œuvres ultérieures de Klimt.
La jeune femme ferait partie de la famille Lieser, une famille juive convertie au catholicisme d'industriels viennois issue de la grande bourgeoisie. Selon la maison de vente, la femme représentée dans le tableau ne serait pas Margarethe Constance Lieser, fille de Silvia Lieser, comme on le pensait jusqu'à récemment, mais Hélène, sa cousine et fille de Justus et Henriette Lieser (en), car le tableau n'a pas été commandé par Silvia, mais par sa belle-sœur Henriette, dite « Lilly » déportée en 1942 par les nazis et morte à Riga.
Tobias G. Natter (en), l'un des plus grands spécialistes mondiaux de Klimt, estime qu'il est possible de démontrer que Fräulein Lieser est Margarethe.[...]  Selon Natter, 

« il existe deux preuves essentielles et indépendantes qui démontrent l'identité de la femme.  L'une émane du fils du plus important collectionneur de Klimt à Vienne, Erich Lederer (également collectionneur de Klimt et de Schiele), l'autre est le témoignage de la belle-sœur de Margarethe, qui s'appelait également Margarethe et était la seconde épouse de son frère Hans. Ils lui ont demandé à deux reprises, en 1984, qui était la femme représentée, et elle a toujours répondu : Margarethe. »

Erika Jakubovits, directrice culturelle de la communauté juive de Vienne, estime que la vente aux enchères devrait être reportée jusqu'à ce que l'origine et l'identité du portrait soient définitivement clarifiées.
Le sujet aurait effectué neuf visites dans l'atelier de Klimt entre avril et mai 1917.
Le tableau mesure 140 × 80 cm. L'arrière-plan du tableau présente des formes légèrement crayonnées, ce qui suggère que Klimt avait l'intention de continuer à faire des améliorations.
Selon Dobai, le tableau « rappelle dans son approche compositionnelle et en particulier dans la position des mains, les portraits d'Adele Bloch-Bauer II et d'Elisabeth Bachofen-Echt ».

## Provenance
Klimt a peint le Portrait de Mademoiselle Lieser en 1917. À sa mort en 1918, l'œuvre est restée sans signature dans son atelier et a été offerte à la famille.
Après une exposition de Klimt à la Neue Galerie de Vienne en 1925, le tableau est entré dans une collection privée. La seule trace du tableau est une photographie en noir et blanc datant de l'époque de l'exposition de 1925. On pense qu'il a appartenu à Adolf ou Henriette Lieser.
Après la fusion de l'Autriche avec l'Allemagne nazie lors de l'Anschluss de 1938, la famille Lieser est persécutée par les lois antijuives des nazis. Les biens et les maisons des Lieser ont été aryanisés. Henriette Lieser est déportée à Riga le 11 janvier 1942 et y a été tuée le 3 décembre 1943,.
Le portrait est acquis vers 1960 et est finalement transmis à un citoyen autrichien anonyme. Le portrait est redécouvert en 2024 après que le propriétaire contacte la maison de vente aux enchères. L'itinéraire du tableau entre 1925 et 1960 est inconnu.
Le tableau est vendu le 24 avril 2024 par la maison de vente aux enchères im Kinsky pour le propriétaire actuel ainsi que par les successeurs légaux de la famille Lieser pour 30 millions d'euros.

## Expositions
Le portrait devrait être exposé publiquement en Allemagne, à Hong Kong, en Suisse et au Royaume-Uni.